# Cleveland (Texas)
Cleveland é uma cidade localizada no estado norte-americano do Texas, no Condado de Liberty.

## Demografia
Segundo o censo norte-americano de 2000, a sua população era de 7605 habitantes.
Em 2006, foi estimada uma população de 8046, um aumento de 441 (5.8%).

## Geografia
De acordo com o United States Census Bureau tem uma área de
12,5 km², dos quais 12,5 km² cobertos por terra e 0,0 km² cobertos por água. Cleveland localiza-se a aproximadamente 48 m acima do nível do mar.

## Localidades na vizinhança
O diagrama seguinte representa as localidades num raio de 20 km ao redor de Cleveland.